# Gaulhofer
Gaulhofer ist einer der größten Anbieter industriell gefertigter Fenster und Türen in Österreich. Der Firmensitz liegt im steirischen Übelbach.

## Geschichte
1919 gründete Karl Gaulhofer eine Bau- und Möbeltischlerei im Adriach bei Frohnleiten in der Steiermark. Dort wurde 1963 mit der industriellen Produktion von Normfenstern und -haustüren begonnen. 1972 übernahm Gaulhofer ein stillgelegtes Firmenareal in Übelbach; drei Jahre später wurde der Schwerpunkt des Unternehmens nach Übelbach verlegt. 1987 gelang dem Unternehmen die Übernahme der Fensterfirma Gächter im vorarlbergischen Mäder, es folgte der Ausbau derselben zu einer Produktionsstätte für Kunststofffenster. An den Standorten Frohnleiten, Übelbach und Mäder beschäftigte das Unternehmen zu Ende der 1980er Jahre rund 650 Mitarbeiter. 2000 wurde eine Betriebsstätte in Pichl bei Wels erworben. Gaulhofer zählt seither zu den größten Anbietern in Europa. 2004 wurde die Vertriebstochter Gaulhofer Vertrieb GmbH & Co KG, Fenster und Türen mit Sitz in Übelbach gegründet. Im April 2015 erfolgte eine Vertriebspartnerschaft mit Pella, dem zweitgrößten Fensterhersteller der USA.

## Standorte

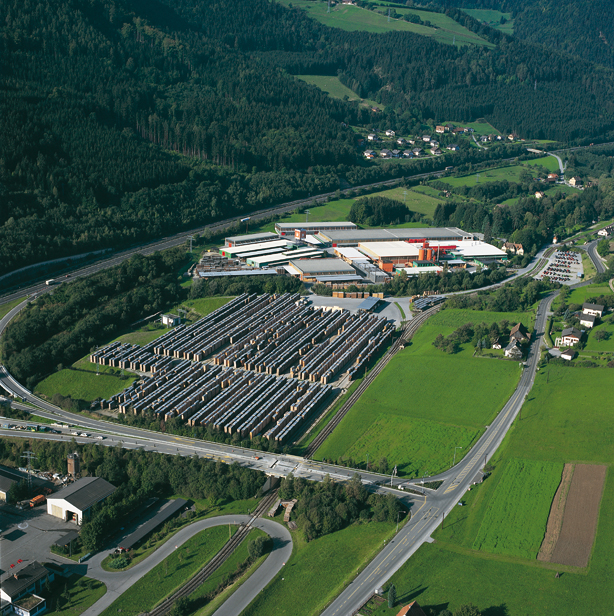
Gaulhofer Werk Übelbach

Die Gaulhofer Industrie-Holding GmbH beschäftigt rund 350 Mitarbeiter (Stand 2022) an den zwei Standorten in Übelbach in der Steiermark und Dorfen in Deutschland. Jährlich werden in den Produktionsstätten knapp 150.000 Fenster- und Türeneinheiten gefertigt. Im Unternehmensstammsitz in Übelbach hat man sich auf die Fertigung von Fenstern aus dem Naturmaterial Holz und aus Holz-Aluminium spezialisiert, des Weiteren werden Fenster und Türen aus Kunststoff und Kunststoff-Aluminium gefertigt.

## Vertrieb und Märkte
Gaulhofer exportierte 2022 38 % seiner Produktion. Zu den Hauptexportmärkten des Unternehmens zählen Deutschland und die Schweiz. Zu den jüngeren Märkten zählen Italien und 2008 Frankreich. Sekundärmärkte wie zum Beispiel Russland, England und Nordamerika werden überwiegend mit Holz- und Holz-Alu-Fenstern beliefert.
2010 wurde die S&S Qualitätsfenster Vertrieb in die Gaulhofer Industrie-Holding GmbH integriert.
Gaulhofer war 2008 die Nummer vier der österreichischen Fensterbranche (hinter Internorm, Josko und Actual) mit einem Marktanteil von 6,1 Prozent. Die Branche ist stark fragmentiert: Es gibt (2008) 250 bis 400 Hersteller in Österreich und 80.000 Hersteller in Europa.

## Produkte
Die Produktpalette umfasst Fenster, Fenstertüren, Hauseingangstüren und Sonnen- bzw. Insektenschutzsysteme. Ein besonderer Schwerpunkt liegt auf Energiesparprodukten. Gaulhofer setzt bei der Produktion ausschließlich heimische Holzarten wie Fichtenholz und Lärchenholz (Alpenlärche) aus nachhaltig bewirtschafteten Forstbetrieben ein.

## Auszeichnungen
Gaulhofer wurde mehrfach mit dem RAL-Gütezeichen sowie mehrmals mit dem Ökoprofit Umweltpreis und dem steirischen Umweltpreis ausgezeichnet.
Mit der Produktlinie Inline wurde Gaulhofer 2017 und 2023 für Produktlinie Styrialine German Design Award in der Kategorie "Excellent Product Design - Building and Elements" ausgezeichnet.

## Sponsoring
Seit 2006 ist Gaulhofer als Sponsoring-Partner im österreichischen Profiskisport aktiv. Im Jahr 2009 startete Gaulhofer seine Kooperation mit den aktiven Profi-Ski-Sportlern Romed Baumann und Hannes Reichelt. Zwischen Matthias Lanzinger und Gaulhofer hat sich nach Lanzingers Unfall im März 2008 beim Weltcuprennen im norwegischen Kvitfjell und dem damit verbundenen Ende seiner Profisportkarriere eine neue Zusammenarbeit im Werbebereich entwickelt. Diese wurde auch nach Lanzingers Eintritt in den Behindertensport im Winter 2011/12 fortgesetzt. U. a. trat der Sportler in einem Gaulhofer-TV-Spot auf.